# Trichterohrartige
Die Einteilung der Lebewesen in Systematiken ist kontinuierlicher Gegenstand der Forschung. So existieren neben- und nacheinander verschiedene systematische Klassifikationen. 
Das hier behandelte Taxon ist durch neue Forschungen obsolet geworden oder ist aus anderen Gründen nicht Teil der in der deutschsprachigen Wikipedia dargestellten Systematik.

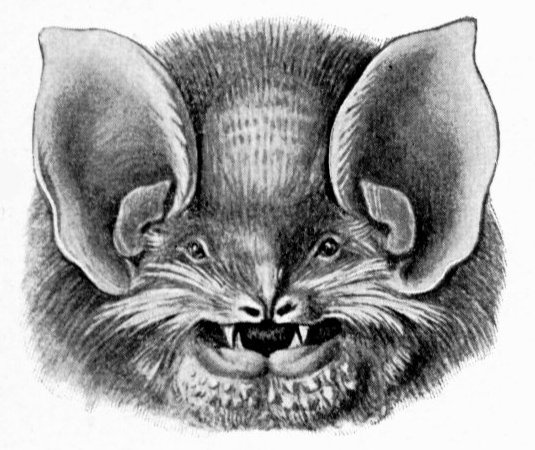
Natalus stramineus

Die Trichterohrartigen (Nataloidea, Simmons, 1998) sind eine heute nicht mehr valide Überfamilie innerhalb der Fledermäuse (Microchiroptera). Sie sind in Amerika (von Mexiko bis ins mittlere Südamerika) und auf Madagaskar verbreitet.
Die Gemeinsamkeiten der Arten, die diese Gruppe bilden, liegen im Bau der Ohren, die trichterförmig sind, der Zähne und des Zungenbeins. Alle Vertreter dieser Überfamilie sind Insektenfresser, die ihre Beute im Flug fangen.
Diese Gruppe umfasst nur rund zwölf Arten, die sich auf vier Familien aufteilen:
- Madagassische Haftscheibenfledermaus (Myzopodidae)
- Amerikanische Haftscheibenfledermäuse (Thyropteridae)
- Trichterohren (Natalidae)
- Stummeldaumen (Furipteridae)

Die Furipteridae, Myzopodidae und Thyropteridae zählen heute zur Überfamilie der Hasenmaulartigen (Noctilionoidea), während die Natalidae zur Überfamilie der Glattnasenartigen (Vespertilionoidea) gehören.